# Kokvinnorna
Kokvinnorna är en svensk dokumentärfilm från 2011 i regi av Peter Gerdehag och Tell Aulin.
Filmen skildrar två bönder och tillika systrar i Halland under 31 månader, vilka utmärker sig genom att mjölka sina kor för hand. Den premiärvisades 18 februari 2011 och visades samma år på Sveriges Television och Tempo dokumentärfestival. 2011 utkom den även på DVD som en del i boxen Fyra fantastiska filmer av Peter Gerdehag & Tell Aulin.
Kokvinnorna belönades med pris vid festivaler i Los Angeles och Kraków 2012, och har visats på mellan 75 och 100 dokumentärfilmsfestivaler i världen.
Filmen har visats i Sveriges Television, senast i augusti 2024.